# ТЕЦ Вроцлав
ТЕЦ Вроцлав — теплоелектроцентраль у однойменному місті на південному заході Польщі.
Вперше енергетичний майданчик на місці сучасної ТЕЦ Вроцлав запрацював у 1901 році, в часи перебування міста у складі Німецької імперії. Через два роки його потужність досягла 6,2 МВт, в 1918-му цей показник становив вже 26,8 МВт, а у 1930-му досягнув рівня 57 МВт. Під час Другої світової війни частина обладнання вийшла з ладу, так що на кінець 1944-го потужність станції зменшилась до 44 МВт. Втім, це не йшло у жодне порівняння зі шкодою, котру ТЕС зазнала під час жорстоких 2,5-місячних боїв за місто у першій половині 1945-го, після яких станція могла видати лише 3 МВт.
Відновлення об'єкту стартувало у 1946-му, зокрема, відремонтували або відбудували з фундаменту три його димарі заввишки від 76 до 83 метрів. Електростанція продовжувала обслуговувати потреби міста, котре опинилось у складі Польщі. В 1952-му вона пройшла певну модернізацію, під час якої дві демонтовані старі турбіни відправили на іншу станцію у Сцинавку-Середню (була колись споруджена як Bahnkraftwerk Mittelsteine для живлення Силезької залізниці). В 1959-му році Вроцлавську ТЕС пристосували для виконання функцій теплоелектроцентралі.
З урахуванням зростаючих потреб міста, наприкінці 1960-х узялись за спорудження на майданчику нової ТЕЦ. В 1972-му став до ладу перший блок типу ВС-50, обладнаний котлом ОР-230 виробництва компанії Rafako (Рацибуж), турбіною 13P55-0-3 потужністю 55 МВт, постаченою ельблонзькою Zamech, та генератором вроцлавського заводу Dolmel. Теплова потужність блоку становить 116 МВт.
У 1984-му та 1987-му запустили два блоки типу ВС-100, котрі мали обладнання тих же виробників, проте більш потужне: котли ОР-430 та турбіни 13UC-100 з показниками по 104 МВт (при роботі виключно у конденсаційному режимі — 108 МВт). Теплова потужність одного блоку становить 208 МВт.
Для покриття пікових потреб у 1970-му станцію обладнали двома вугільними водогрійними котлами Rafako WP-70 потужністю по 81 МВт, а в 1974—1978 роках до них додали три Rafako WP-120 з показниками по 140 МВт. Це дозволило довести теплову потужність ТЕЦ до 1154 МВт. Втім, станом на середину 2010-х у роботі залишилось лише два водогрійні котли WP-120, а загальна теплова потужність станції становить 812 МВт.
Для постачання вугілля ТЕЦ має власний причал, куди вугілля із Верхньосилезького басейну доправляють по Гливицькому каналу та Одрі.
Видалення продуктів згоряння відбувалось за допомогою димарів висотою 180 та 120 метрів. Останній знесли у 2017-му, після запуску установки десульфуризації, котра має власний димар заввишки 115 метрів.